# Lavernat
Lavernat é uma comuna francesa na região administrativa do País do Loire, no departamento de Sarthe. Estende-se por uma área de 22.9 km². Em 2010 a comuna tinha 598 habitantes (densidade: 26,1 hab./km²).